# 特氏裸無臂鰨
特氏裸無臂鰨為輻鰭魚綱鰈形目鰨亞目無臂鰨科的其中一種，為亞熱帶海水魚，分布於西大西洋區，從美國佛羅里達至墨西哥猶加敦半島海域，棲息深度37-100公尺，體長可達14公分，棲息在底層水域，生活習性不明，可做為食用魚。